# Cartmanland
Cartmanland (v anglickém originále Cartmanland) je šestý díl páté řady amerického animovaného televizního seriálu Městečko South Park. Premiéru měl 25. července 2001 na americké televizní stanici Comedy Central.

## Děj
Cartman zjistí, že zdělil milion dolarů a rozhodl se, že si koupí vlastní lunapark, který nazve Cartmanland. Nikdo ale do něj nesmí, zejména Stan a Kyle. A tak v něm Cartman může strávit celé hodiny jenom sám. Kyle zatím zažívá nejhorší věc svého, života, protože zatímco si Cartman užívá svého parku, Kylovi se vytvořil hemoroid.